# Webera cavaleriei
Webera cavaleriei là một loài rêu trong họ Bryaceae. Loài này được Cardot & Thér. mô tả khoa học đầu tiên năm 1911.